# Sói và Gia vị
Sói và Gia vị (狼と香辛料 Ōkami to Kōshinryō) là loạt light novel do Hasekura Isuna sáng tác và Ayakura Jū minh hoạ. Được xuất bản bởi ASCII Media Works dưới ấn hiệu Dengeki Bunko kể từ ngày 10 tháng 2 năm 2006. Tính đến ngày 7 tháng 1 năm 2023 đã có 24 tập truyện được xuất bản. Bộ truyện đã được Thaihabooks mua bản quyền tại Việt Nam và phát hành dưới ấn hiệu Hikari Light Novel kể từ ngày 11 tháng 4 năm 2016. Loạt tiểu thuyết này được xem là nằm trong thể loại "kỳ ảo độc đáo" của Shimbun Mainichi vì nó tập trung vào kinh tế, giao thương và trao đổi hàng hóa hơn là chiến đấu với phép thuật và kiếm như thường lệ. Cốt truyện, lấy bối cảnh tại một thế giới hư cấu dựa trên châu Âu thời Trung Cổ, xoay quanh một thương gia trẻ tên Kraft Lawrence buôn bán dạo khắp nơi với mục tiêu là kiếm đủ tiền để mở một cửa hiệu của riêng mình và tại một ngôi làng nọ anh đã kết bạn với một sói thần tên Holo được biết đến như nữ thần của mùa vụ, cô muốn trở về quê nhà tại Yoitsu và nghĩ rằng Lawrence sẽ đi qua đó một ngày nào đó nên cô đã cùng chàng thương nhân trẻ này bắt đầu chuyến hành trình dài đi qua nhiều thành phố khác nhau, khi Holo mang lại may mắn cho các chuyến giao thương của Lawrence thì Lawrence bảo vệ cô khỏi sự truy đổi của giáo hội.
Một chuyển thể manga thực hiện bởi Koume Keito đã phát hành từ tháng 11 năm 2007 trên tạp chí dành cho seinen của ASCII Media Works là Dengeki Maoh. Imagin đã thực hiện chuyển thể anime của tiểu thuyết này và đã phát sóng tại tại Nhật Bản từ ngày 09 tháng 1 đến ngày 26 tháng 3 năm 2008 với 12 tập. Một tập OVA được thực hiện khi phát hành phiên bản DVD của bộ anime. Một tập OVA khác cũng được thực hiện trước khi phát sóng bộ anime thứ hai mang tên Ōkami to Kōshinryō II cũng có 12 tập phát sóng từ ngày 09 tháng 7 đến ngày 24 tháng 9 năm 2009. Funimation Entertainment đã đăng ký bản quyền phiên bản tiếng Anh của bộ anime thứ nhất và thứ hai để tiến hành phát hành tại thị trường Bắc Mỹ. Hai chuyển thể visual novel cũng đã được ASCII Media Works thực hiện cho hệ Nintendo DS. Một bộ anime chuyển thể remake lại được công chiếu vào tháng 4 năm 2024.
Đến tháng 10 năm 2020, cuốn tiểu thuyết đã bán được hơn 5 triệu bản. Bộ sê-ri được Mainichi Shimbun gọi là "bộ truyện giả tưởng độc đáo" do cốt truyện tập trung vào kinh tế, thương mại và bán hàng rong hơn là những chủ đề giả tưởng điển hình như kiếm và ma thuật. Yen Press đã cấp phép cho các cuốn light novel và đang phát hành chúng bằng tiếng Anh ở Bắc Mỹ.

## Tổng quan

### Sơ lược cốt truyện
Câu chuyện xoay quanh Kraft Lawrence, một thương gia du lịch 25 tuổi bán nhiều loại hàng hóa khác nhau từ thị trấn này sang thị trấn khác để kiếm sống trong một thế giới hư cấu, cách điệu, với bối cảnh lịch sử chịu ảnh hưởng từ châu Âu. Mục tiêu chính trong cuộc sống của anh là thu thập đủ tiền để mở cửa hàng của riêng mình, và anh ấy đã đi du lịch được bảy năm và tích lũy kinh nghiệm trong lĩnh vực này. Một đêm khi dừng lại ở thị trấn Pasloe, anh ta tìm thấy trong toa xe của mình một vị thần sói tên là Holo, hơn 600 tuổi. Cô mang hình dáng của một cô gái 15 tuổi, ngoại trừ chiếc đuôi và đôi tai của một con sói. Cô tự giới thiệu mình là nữ thần thu hoạch của thị trấn, có nhiệm vụ giúp mùa lúa mì bội thu trong nhiều năm. Holo ngày càng bị cô lập và vỡ mộng trước việc người dân thị trấn rời xa sự bảo vệ của cô để hướng tới các phương pháp tăng thu hoạch của riêng họ. Cô đặc biệt đau lòng khi họ quên lời hứa giữa cô và một người nông dân khi cô đến làng và họ chỉ trích cô như một "vị thần hay thay đổi" vì cần phải bổ sung đất với những vụ thu hoạch nhỏ hơn. Vì những thay đổi này, cô ấy muốn trở về quê hương của mình ở phía bắc tên là Yoitsu; cô tin rằng mọi người đã bỏ rơi mình và cô đã giữ lời hứa của mình để duy trì những vụ mùa bội thu. Holo cũng muốn đi du lịch để xem thế giới đã thay đổi như thế nào trong khi cô vẫn ở một nơi trong nhiều năm. Cô xoay sở để mặc cả đường ra khỏi làng bằng cách thỏa thuận với Lawrence để đưa cô đi cùng. Khi họ đi du lịch, sự khôn ngoan của cô giúp tăng lợi nhuận của anh, nhưng đồng thời, thân phận thật của cô thu hút sự chú ý không mong muốn từ Giáo hội (Nhà thờ).

## Nhân vật
Kraft Lawrence (クラフト・ロレンス, Kurafuto Rorensu)
Lồng tiếng bởi: Jun Fukuyama
Anh thường được gọi là 'Lawrence', là một thương gia du lịch 25 tuổi, đi từ thị trấn này sang thị trấn khác để mua bán nhiều thứ khác nhau để kiếm sống. Khi mười hai tuổi, anh trở thành người học việc cho một người họ hàng buôn bán và tự lập lúc mười tám tuổi. Mục tiêu trong cuộc sống của anh là kiếm đủ tiền để mở cửa hàng của riêng mình và anh đã đi du lịch được bảy năm để tích lũy kinh nghiệm trong nghề buôn bán. Anh gặp Holo vào một đêm nọ và cuối cùng đồng ý cho cô đi du lịch cùng anh. Cô ấy giúp anh bằng cách đưa lời khuyên một cách khôn ngoan của mình để giúp anh tăng lợi nhuận và thoát khỏi tình trạng khó khăn. Khi bộ phim tiến triển, cả Lawrence và Holo đều thể hiện tình cảm ngày càng lớn đối với nhau. Mặc dù Lawrence hiếm khi thể hiện những biểu cảm khác nhau trên khuôn mặt nhưng anh thực sự quan tâm đến Holo. Anh thể hiện tình cảm của mình thông qua hành động, chẳng hạn như khi Holo bị Giáo hội bắt giữ và thực sự Lawrence hoàn toàn hoảng loạn.
Holo (ホロ, Horo)
Lồng tiếng bởi: Ami Koshimizu
Holo là một vị thần sói thu hoạch đến từ một nơi ở phía bắc được gọi là Yoitsu, nơi có nét tương đồng với vùng đất huyền thoại Hyperborea. Cô đã hứa với cư dân từ một thị trấn tên là Pasloe rằng cô sẽ đảm bảo thị trấn sẽ có những vụ thu hoạch lúa mì bội thu hàng năm. Tuy nhiên, thời gian trôi qua, người dân thị trấn dần dần bỏ rơi Holo, coi cô là người không cần thiết và phẫn nộ với những vụ thu hoạch thất bát mà Holo đã nói với Lawrence là cần thiết để đất đai được yên nghỉ. Do đó, Holo trốn thoát khỏi thị trấn trên toa xe của Lawrence và bắt đầu du hành cùng anh để xem thế giới đã thay đổi như thế nào kể từ khi cô đến và sống Pasloe. Holo đã chọn hình dạng của một cô gái 15 tuổi, mặc dù cô vẫn giữ được chiếc đuôi sói lớn có đầu màu trắng, đôi tai và hai chiếc răng nanh sắc nhọn. Đôi khi cô có thể phát ra một tiếng hú chói tai. Hình dạng thật của cô là một con sói rất lớn khiến nhiều người sợ hãi. Trong anime, cô là một con sói, cao khoảng 30 feet tính từ mặt đất đến vai trong tập 1 và cao khoảng 10 feet trong cống ở tập 6. Trong tiểu thuyết, cô đủ lớn để cõng Lawrence như một con ngựa và dễ dàng nhảy qua các bức tường của Ruvinheigen, nhưng đủ nhỏ để vừa trong văn phòng của Hans Remelio cùng với Remelio và Lawrence. Trong hình dạng con người, cô có cách nói chuyện đặc biệt, mô phỏng theo cách của các kỹ nữ cao cấp oiran, cô cũng có thể nói chuyện với con người trong hình dạng con sói. Holo thích đồ ăn ngon và rượu nhưng cô luôn yêu thích những thứ mới mẻ trong mỗi cuốn tiểu thuyết. Ở tập 1 là táo. Ở tập 2 là táo được bảo quản trong mật ong. Ở tập 3 là lươn (tức là cá mút đá). Cô tự hào về chiếc đuôi của mình và đặc biệt chăm sóc nó, thường xuyên chải chuốt và bảo dưỡng nó. Trong cuốn tiểu thuyết, tập 1, trang 65, nó được mô tả như treo lơ lửng sau đầu gối của cô. Trong anime, nó dài hơn và dài tới mắt cá chân của cô.
Holo tự gọi mình là "Hiền giả sói Holo" (ヨイツの賢狼, Yoitsu no Kenrō). Cô thường rất kiêu kỳ và tự lập, tuy nhiên do bị cô lập hàng trăm năm ở Pasloe, cô dần dần cảm thấy rất cô đơn và đôi khi bộc lộ khía cạnh mong manh hơn của mình. Cô luôn dựa vào Lawrence để bầu bạn vì cô thấy sợ sự cô đơn, đó là điều mà Lawrence rất ý thức và cố gắng an ủi Holo theo cách riêng của anh. Holo cũng nhận thức rất rõ về những khoảng thời gian khác nhau mà cô và Lawrence có, vì tuổi thọ của con người chỉ như một cái chớp mắt đối với đồng loại của cô. Holo khá sợ sự thật đó nhưng lại giấu nó bằng những trò đùa. Mặc dù lúc đầu cô ấy nói đùa về tình cảm của mình với Lawrence, nhưng cô dần dần yêu anh ấy. Vào cuối bộ truyện, Holo định cư với Lawrence và họ có một cô con gái, Myuri, người thừa hưởng những nét đặc trưng của Holo và là nhân vật chính của phần tiếp theo của light novel Wolf and Parchment.
Yarei (ヤレイ)
Lồng tiếng bởi: Tomokazu Sugita (phần remake: Merchant Meets the Wise Wolf)
Yarei là một nông dân ở Pasloe và có lịch sử lâu đời trong việc tạo điều kiện cho các giao dịch với Lawrence. Vào ngày Lawrence đi qua Pasloe, Yarei đang "bắt sói" trong lễ hội thu hoạch hàng năm của thị trấn (Holo may mắn trốn vào trong bó lúa mì lớn trong toa xe của Lawrence). Khi họ gặp lại nhau ở Pazzio, Yarei chắc chắn biết đến sự tồn tại của Holo. Sau cùng, anh bày tỏ rằng các phương pháp hiện đại sẽ tiện lợi hơn là trông cậy vào Holo nên tìm cách giao nộp cô cho Giáo hội, làm tan vỡ tình bạn của mình với Lawrence.
Nora Arendt (ノーラ・アレント, Nōra Arento)
Lồng tiếng bởi: Mai Nakahara
Nora xuất hiện lần đầu trong tập hai của cuốn tiểu thuyết. Cô là một người chăn cừu lành nghề đến từ một thị trấn nhà thờ tên là Ruvinheigen. Người bạn đồng hành của cô trong nghề này là chú chó chăn cừu (đực) được huấn luyện bài bản tên là Enek (Enekk trong anime). Lawrence giao cho cô một nhiệm vụ khó khăn là buôn lậu vàng sau khi họ gặp nhau. Có khả năng Lawrence có thể có tình cảm thầm kín với Nora, nhưng không bao giờ được nói rõ. Tuy nhiên, Holo có hơi ghen tị mỗi khi Lawrence và Nora tiếp xúc với nhau.
Sau khi nhiệm vụ hoàn thành, Nora kiếm đủ tiền để giải phóng bản thân khỏi Giáo hội.
Fermi Amarti (フェルミ・アマーティ, Ferumi Amāti)
Lồng tiếng bởi: Saeko Chiba
Amarti, người giống như Lawrence chủ yếu sử dụng họ của mình để kinh doanh, xuất hiện lần đầu tiên trong tập ba của tiểu thuyết. Anh là một chàng trai trẻ làm nghề môi giới cá và cùng hội thương nhân với Lawrence. Anh yêu Holo từ cái nhìn đầu tiên và tiến tới việc cầu hôn cô. Nhờ diễn xuất "tốt" của Holo, anh tin rằng cô là một cô gái tốt bụng và nói năng nhẹ nhàng, lịch sự. Sau khi nghe câu chuyện bịa đặt của Holo về việc trở thành bạn đồng hành của Lawrence vì cô nợ anh ấy một khoản nợ khổng lồ (đáng ra không tồn tại), Amarti cố gắng mua lại sự tự do của cô và giành được Holo bằng cách công khai tuyên bố một thỏa thuận hợp đồng với Lawrence trong hội thương gia.
Dian "Diana" Rubens (ディアン・ルーベンス, Dian Rūbensu)
Lồng tiếng bởi: Akeno Watanabe
Dian, người đầu tiên xuất hiện trong tập ba của tiểu thuyết, là một người chép sử, sống trong khu ổ chuột có tường bao quanh của Kumersun với những người "đáng ngờ" khác như các nhà giả kim. Cô ấy thích sưu tầm những câu chuyện, tín ngưỡng của người ngoại đạo và đã viết chúng thành một bộ sách. Lawrence đã đến gặp cô để hỏi thông tin về nơi sinh của Holo, Yoitsu. Vì Dian nghe giống như một cái tên của đàn ông, nên lúc đầu Lawrence không nhận ra cô là người chép sử mà anh đang tìm kiếm. Vì vậy, cô yêu cầu Lawrence gọi cô ấy là Dianna. Theo Holo, Dian không phải là người, mà là một loài chim thậm chí còn lớn hơn Lawrence. Cô đã yêu một linh mục du hành và dành một vài năm để giúp anh ta xây dựng một nhà thờ, nhưng đã rời đi vì nghi ngờ và nhận thấy rằng cô dường như không bao giờ già đi. Do phong thái nghiêm trang, cao quý và vẻ ngoài có phần trưởng thành của mình, có thể suy luận một cách hợp lý rằng cô có thể lớn tuổi hơn Holo rất nhiều.
Ảnh hưởng của cô có vẻ khá lớn. Như Marc đã nói, cô bảo vệ các nhà giả kim sống trong khu ổ chuột; bất kỳ ai muốn tiếp cận họ đều phải thông qua cô ấy, một nhiệm vụ được cho là vô cùng khó khăn. Đối với những chiếc lông vũ rải rác xung quanh cửa hàng của cô ấy, không biết Diana có thường xuyên biến hình hay chỉ có một đôi cánh được giấu trong áo choàng, giống như Holo với đôi tai và đuôi của cô ấy.
Marc Cole (マルク・コール, Maruku Kōru)
Lồng tiếng bởi: Rikiya Koyama
Một nhân vật gốc trong sê-ri năm 2008, Marc Cole là một thương gia thị trấn, một người bán lúa mì ở Kumersun. Anh và người học việc của mình, Eu Landt, hỗ trợ Lawrence trong cuộc thi với Amarti, và cung cấp những thông tin từ đối thoại cho Lawrence và Holo. Marc lớn hơn Lawrence khoảng tám đến mười tuổi và rất tự hào về cửa hàng nhỏ và gia đình của mình. Anh cố gắng giữ gìn danh tiếng tốt của mình vì lợi ích của họ, mặc dù rõ ràng đã nỗ lực hết sức để giúp Lawrence bằng mọi cách có thể. Anh cũng là thương gia đầu tiên sau một thời gian dài mà Lawrence nhận ra và chấp nhận như một người bạn thực sự chứ không chỉ là một đối tác kinh doanh.
Eve Boland (エーブ, Ebu)
Lồng tiếng bởi: Romi Park

## Truyền thông

### Light novel
Sói và Gia vị là một bộ light novel được viết bởi Isuna Hasekura với sự minh họa của Jū Ayakura. Ban đầu, Hasekura đã cho tập cuốn tiểu thuyết đầu tiên tham dự vào Giải thưởng Tiểu thuyết Dengeki lần thứ 12 của ASCII Media Works vào năm 2005 và cuốn tiểu thuyết đã thắng được Giải Bạc. ASCII Media Works đã xuất bản 17 cuốn tiểu thuyết từ ngày 10 tháng 2 năm 2006 đến ngày 10 tháng 7 năm 2011 thông qua nhà xuất bản Dengeki Bunko của họ. Yen Press đã đăng ký bản quyền phiên bản tiếng Anh và phát hành tại thị trường Bắc Mỹ, Kadokawa Media thì giữ bản quyền ở Hồng Kông và Đài Loan.
Khẩu hiệu của cuốn tiểu thuyết là "Merchant meats spicy wolf - Thương gia thịt sói cay", một ví dụ về Engrish (tiếng anh). Tác giả của cuốn tiểu thuyết đã nhận xét rằng ý nghĩa thực sự của "meats - thịt" trong khẩu hiệu được giữ bí mật, ám chỉ đến việc có thể cố ý viết sai chính tả của "meet - gặp" vì cả hai chữ phát âm giống nhau. Để kỷ niệm 10 năm bộ sê-ri, Hasekura bắt đầu viết phần tiếp theo trong tập thứ 49 của Tạp chí Dengeki Bunko, phát hành vào ngày 9 tháng 4 năm 2016. Năm 2016, việc xuất bản các cuốn sách mới trong bộ truyện tiếp tục với việc phát hành tập thứ mười tám, cùng với sự khởi đầu của spin-off có tựa đề Wolf and Parchment: New Theory Spice & Wolf, tập trung vào các nhân vật Cole và Myuri, con gái của Lawrence và Holo.

### Manga
Chuyển thể manga do Koume Keito thực hiện đã phát hành trên tạp chí dành cho seinen Dengeki Maoh của ASCII Media Works từ tháng 11 năm 2007 đến tháng 12 năm 2017. ASCII Media Works sau đó đã tập hợp các chương lại và phát hành thành tankōbon thông qua nhà xuất bản Dengeki Comics.
Yen Press cũng đã đăng ký bản quyền phiên bản tiếng Anh của loạt manga này. Loạt manga cũng được xuất bản với các thứ tiếng ở các quốc gia như Istari Comics tại Nga và Kadokawa Media tại Đài Loan.

### Chương trình phát thanh trên mạng
Chương trình phát thanh trên mạng tên Ōkamikku Radio (オオカミックラジオ) thực hiện bởi Animate đã phát sóng 10 chương trình từ ngày 07 tháng 12 năm 2007 đến ngày 25 tháng 4 năm 2008. Các chương trình được phát sóng hàng tuần vào ngày thứ sáu với nội dung chủ yếu nói về chuyển thế anime của bộ tiểu thuyết. Mỗi chương trình chia ra làm tám phần chủ yếu là các tin tức về bộ anime cũng như ý kiến của khán giả và kể truyện.
Chương trình phát thanh trên mạng thứ hai tên Sói và Gia vị II (オオカミックラジオ II) phát sóng từ ngày 10 tháng 6 đến ngày 28 tháng 10 năm 2009. Với người dẫn chương trình và phong cách giống với chương trình trước.

### Anime

#### Anime 2008
Imagin đã thực hiện chuyển thể anime của Sói và Gia vị với sự đạo diễn của Takahashi Takeo, kịch bản của Arakawa Naruhisa và thiết kế nhân vật bởi Kuroda Kazuya. Takahashi được biết hến như một người hâm mộ cuồng nhiệt của bộ tiểu thuyết. Bộ anime đã phát sóng tại Nhật Bản từ ngày 09 tháng 1 đến ngày 26 tháng 3 năm 2008 trên kênh Chiba TV với 12 tập. Bộ anime đầu này đã phát hành thành 6 DVD, một OVA chưa từng phát sóng đã được phát hành để trong hộp DVD thứ ba. Phiên bản bộ hộp Blu-ray cũng đã được phát hành vào ngày 30 tháng 1 năm 2009. Kadokawa Pictures USA ban đầu đã đăng ký bản quyền phiên bản tiếng Anh của bộ anime này tuy nhiên sau đó đã nhượng cho Funimation Entertainment. Mighty Media cũng đã đăng ký bản quyền phát hành tại Đài Loan và Reanimedia phân phối tại Nga.
Bộ anime thứ hai có tựa tên Sói và Gia vị II cũng đã được thực hiện với sự tham gia của hầu hết nhóm làm phim ban đầu ngoại trừ Kobayashi Toshimitsu thay vai trò của Kuroda Kazuya trong việc thiết kế nhân vật và đạo diễn chuyển động cũng như Brain's Base đã thực hiện bộ anime này thay vì Imagin. Bộ anime đã phát sóng từ ngày 09 tháng 7 đến ngày 24 tháng 9 năm 2009 với 12 tập. Brain's Base cũng đã phát hành một tập OVA khi phát sóng bộ anime thứ hai để đính kèm với cuốn sách hình có tựa Ōkami to Kōshinryō Ōkami to Kin no Mugiho (「狼と香辛料」狼と金の麦穂) được thực hiện bởi tác giả của bộ tiểu thuyết mà ASCII Media Works phát hành vào ngày 30 tháng 4 năm 2009. Funimation cũng đã đăng ký bản quyền phiên bản tiếng Anh của bộ anime này. Mighty Media đã đăng ký bản quyền tại Đài Loan.

#### Anime 2024
Một bản chuyển thể anime mới đã được công bố vào ngày 25 tháng 2 năm 2022, nhân dịp kỷ niệm 15 năm ra đời cuốn tiểu thuyết. Sau đó nó được xác nhận là một bộ anime được làm lại (remake), có tựa đề Ōkami to Kōshinryō: Merchant Meets the Wise Wolf, do Passione sản xuất và Hijiri Sanpei đạo diễn, với Takahashi trở lại làm đạo diễn chính, Kevin Penkin sáng tác nhạc, còn Fukuyama và Koshimizu lần lượt trở lại để đảm nhận vai Lawrence và Holo. Bộ phim được công chiếu vào ngày 2 tháng 4 năm 2024, trên TV Tokyo, TV Osaka, TV Aichi, BS TV Tokyo và AT-X và được lên kế hoạch kéo dài 25 tập. Bài hát mở đầu là "Tabi no Yukue" (旅のゆくえ) do Hana Hope thể hiện, trong khi bài hát kết thúc là "Andante" (アンダンテ) do ClariS thể hiện. Bài hát mở đầu thứ hai là "Sign", do Aimer trình bày, trong khi bài hát kết thúc thứ hai là "Ringo to Kimi" (りんごと君, The Apple and You), do NeRiAme trình bày. Crunchyroll đã cấp phép cho bộ anime bên ngoài châu Á. Vào tháng 3 năm 2024, Netflix thông báo rằng họ sẽ phát trực tuyến loạt phim này ở một số khu vực Châu Á được chọn.

### Visual novel
Visual novel tên Ōkami to Kōshinryō Boku to Holo no Ichinen (狼と香辛料 ボクとホロの一年) thuộc thể loại date sim và mô phỏng giao thương thực hiện dựa trên bộ tiểu thuyết đã phát hành vào ngày 26 tháng 6 năm 2008. ASCII Media Works đã thực hiện trò chơi này cho hệ Nintendo DS. Người chơi sẽ vào vai Kraft Lawrence và đi cùng Holo trong chuyến hành trình dài một năm. Cốt truyện trong trò chơi khác với tiểu thuyết và anime khi nó lấy bối cảnh trong một khu vực chưa từng xuất hiện trước đó. Trò chơi phát hành với hai phiên bản giới hạn và bình thường, phiên bản giới hạn có đính kèm một tấm áp phích cỡ người thật in hình Holo cùng nhiều thứ khác.
Visual novel thứ hai cùng thể loại với tác phẩm thứ nhất tên Ōkami to Kōshinryō Umi o Wataru Kaze (狼と香辛料 海を渡る風) đã phát hành vào ngày 17 tháng 9 năm 2009. Tro chơi này cũng do ASCII Media Works thực hiện cho hệ Nintendo DS. Và người chơi tiếp tục vào vai Kraft Lawrence với một chuyến hành trình khác.

### Âm nhạc
Bộ anime đầu có hai bài hát chủ đề, một mở đầu và một kết thúc. Bài hát mở đầu có tên Tabi no Tochū (旅の途中) do Kiyoura Natsumi trình bày, bài hát này còn dùng làm bài hát kết thúc trong tập 13. Bài hát kết thúc có tên Ringo Biyori ~The Wolf Whistling Song (リンゴ日和 ～The Wolf Whistling Song) do Rocky Chack trình bày. Hai đĩa đơn chứa hai bài hát đã phát hành vào ngày 06 tháng 2 năm 2008. Album chứa các bản nhạc dùng trong bộ anime đã phát hành vào ngày 12 tháng 3 năm 2008. 
| Tabi no Tochū (旅の途中) | Tabi no Tochū (旅の途中)                                       | Tabi no Tochū (旅の途中) |
| STT                      | Nhan đề                                                        | Thời lượng               |
| ------------------------ | -------------------------------------------------------------- | ------------------------ |
| 1.                       | "Tabi no Tochū (旅の途中)"                                     | 4:55                     |
| 2.                       | "Yakusoku no Uta (約束のうた)"                                 | 5:29                     |
| 3.                       | "Tabi no Tochū without NATSUMI (旅の途中 without NATSUMI)"     | 4:55                     |
| 4.                       | "Yakusoku no Uta without NATSUMI (約束のうた without NATSUMI)" | 5:23                     |
| Tổng thời lượng:         | Tổng thời lượng:                                               | 20:42                    |

| Ringo Biyori ~The Wolf Whistling Song (リンゴ日和 ～The Wolf Whistling Song) | Ringo Biyori ~The Wolf Whistling Song (リンゴ日和 ～The Wolf Whistling Song)                                       | Ringo Biyori ~The Wolf Whistling Song (リンゴ日和 ～The Wolf Whistling Song) |
| STT                                                                          | Nhan đề | Thời lượng                                                                   |
| ---------------------------------------------------------------------------- | --- | ---------------------------------------------------------------------------- |
| 1.                                                                           | "Ringo Biyori ~ The Wolf Whistling Song (リンゴ日和～The Wolf Whistling Song)"                                     | 4:53                                                                         |
| 2.                                                                           | "Namaiki na Bokura (生意気なぼくら)"                                                                               | 3:55                                                                         |
| 3.                                                                           | "Ringo Biyori ~ The Wolf Whistling Song (w/o ROCKY CHACK) (リンゴ日和～The Wolf Whistling Song (w/o ROCKY CHACK))" | 4:53                                                                         |
| 4.                                                                           | "Namaiki na Bokura (w/o ROCKY CHACK) (生意気なぼくら (w/o ROCKY CHACK))"                                           | 3:51                                                                         |
| Tổng thời lượng:                                                             | Tổng thời lượng:                                                                                                   | 17:32                                                                        |

| TV Anime "SPICE AND WOLF" O.S.T Ookami to Tabi no Ongaku (TVアニメーション「狼と香辛料」O.S.T 狼と旅の音楽) | TV Anime "SPICE AND WOLF" O.S.T Ookami to Tabi no Ongaku (TVアニメーション「狼と香辛料」O.S.T 狼と旅の音楽) | TV Anime "SPICE AND WOLF" O.S.T Ookami to Tabi no Ongaku (TVアニメーション「狼と香辛料」O.S.T 狼と旅の音楽) |
| STT | Nhan đề | Thời lượng                                                                                                  |
| --- | --- | --- |
| 1. | "Shounin to Ookami to, Tabi no Nibasha (商人と狼と、旅の荷馬車)"                                            | 2:46 |
| 2. | "Tabi no Tochuu (旅の途中)"                                                                                 | 4:54 |
| 3. | "Tooi Yakusoku wa... (遠い約束は...)"                                                                       | 1:28 |
| 4. | "Shippo to Dance (しっぽとダンス)"                                                                          | 2:33 |
| 5. | "Yume no Manima ni (夢のまにまに)"                                                                          | 1:54 |
| 6. | "Hashiru (はしる)"                                                                                          | 1:48 |
| 7. | "Kagen no Tsuki (下弦の月)"                                                                                 | 2:45 |
| 8. | "Tsukiyo no Tategami (月夜のたてがみ)"                                                                      | 2:05 |
| 9. | "Hitoribocchi no Yume (ひとりぼっちの夢)"                                                                   | 2:14 |
| 10. | "Hikaru Wadachi (光る轍)"                                                                                   | 2:22 |
| 11. | "Ikoku no Shirabe (異国の調べ)"                                                                             | 3:35 |
| 12. | "Zawazawa Suru (ざわざわする)"                                                                              | 2:17 |
| 13. | "Hajimete no Mura (はじめての村)"                                                                           | 3:16 |
| 14. | "Nagai Yoru, Hieta Tsuki (長い夜、冷えた月)"                                                                | 1:59 |
| 15. | "Hamu (食む)"                                                                                               | 2:10 |
| 16. | "Yureru Mugi (ゆれる麦)"                                                                                    | 2:51 |
| 17. | "Michi naru Mono (未知なるもの)"                                                                            | 1:44 |
| 18. | "Yoake Mae (夜明け前)"                                                                                      | 1:31 |
| 19. | "Kimi no Moto e (きみのもとへ)"                                                                             | 2:33 |
| 20. | "Chiisana Tameiki (ちいさなためいき)"                                                                       | 2:14 |
| 21. | "Kenshi to Yopparai (犬歯とよっぱらい)"                                                                     | 2:06 |
| 22. | "Tsuyoi Kaze ga Fuite mo (強い風が吹いても)"                                                                | 2:24 |
| 23. | "Tadashiki Tenbin (正しき天秤)"                                                                             | 2:12 |
| 24. | "Satoki Hitotachi (聡き人たち)"                                                                             | 1:10 |
| 25. | "Wasurenaide (忘れないで)"                                                                                  | 2:52 |
| 26. | "Kurai Mori (暗い森)"                                                                                       | 2:15 |
| 27. | "Matsuri no Uta (まつりのうた)"                                                                             | 2:51 |
| 28. | "Henka (変化)"                                                                                              | 2:18 |
| 29. | "Mada Minu Machi e (まだ見ぬ街へ)"                                                                          | 2:38 |
| 30. | "Ringo Biyori ~ The Wolf Whistling Song (TV size) (リンゴ日和～The Wolf Whistling Song (TV size))"          | 1:36 |
| 31. | "Tabi no Tochuu (TV size) (旅の途中 (TV size))"                                                             | 1:33 |
| Tổng thời lượng:                                                                                            | Tổng thời lượng:                                                                                            | 1:12:54 |

Tác phẩm Boku to Holo no Ichinen có bài hát chủ đề là bài Tonari ni Iruyo (隣にいるよ) do Ami Koshimizu trình bày. Bài hát đã phát hành dưới dạng đĩa đính kèm phiên bản giới hạn của trò chơi vào ngày 26 tháng 6 năm 2008.
| Ōkami to Kōshinryō Boku to Holo no Ichinen Theme Kyoku "Tonari ni Iru yo" (狼と香辛料 ボクとホロの一年 テーマ曲 「隣にいるよ」) | Ōkami to Kōshinryō Boku to Holo no Ichinen Theme Kyoku "Tonari ni Iru yo" (狼と香辛料 ボクとホロの一年 テーマ曲 「隣にいるよ」) | Ōkami to Kōshinryō Boku to Holo no Ichinen Theme Kyoku "Tonari ni Iru yo" (狼と香辛料 ボクとホロの一年 テーマ曲 「隣にいるよ」) |
| STT | Nhan đề | Thời lượng |
| --- | --- | --- |
| 1. | "Tonari ni Iruyo (隣にいるよ)"                                                                                                  | 4:07 |
| 2. | "Tonari ni Iruyo ED ver (隣にいるよ ED ver)"                                                                                    | 5:03 |
| 3. | "Tonari ni Iruyo BGM ver (隣にいるよ BGM ver)"                                                                                  | 3:46 |
| 4. | "Tonari ni Iruyo -instrumental- (隣にいるよ -instrumental-)"                                                                    | 4:07 |
| 5. | "Tonari ni Iruyo ED ver -instrumental- (隣にいるよ ED ver -instrumental-)"                                                      | 5:00 |
| Tổng thời lượng: | Tổng thời lượng: | 22:03 |

Bộ anime thứ hai có hai bài hát chủ đề, một mở đầu và một kết thúc. Bài hát mở đầu có tên Mitsu no Yoake (蜜の夜明け) do Arai Akino trình bày. Bài hát kết thúc là bài Perfect World do Rocky Chack trình bày. Hai đĩa đơn chứa hai bài hát đã phát hành vào ngày 05 tháng 8 năm 2009. Album chứa các bản nhạc dùng trong bộ anime đã phát hành vào ngày 23 tháng 9 năm 2009.
| Mitsu no Yoake (蜜の夜明け) | Mitsu no Yoake (蜜の夜明け)                           | Mitsu no Yoake (蜜の夜明け) |
| STT                         | Nhan đề                                               | Thời lượng                  |
| --------------------------- | ----------------------------------------------------- | --------------------------- |
| 1.                          | "Mitsu no Yoake (蜜の夜明け)"                         | 4:54                        |
| 2.                          | "Ekleipsis (イクレイプシス)"                          | 4:09                        |
| 3.                          | "Monday, Tuesday"                                     | 4:24                        |
| 4.                          | "Mitsu no Yoake (w/o akino) (蜜の夜明け (w/o akino))" | 4:53                        |
| Tổng thời lượng:            | Tổng thời lượng:                                      | 18:20                       |

| Perfect・World (パーフェクト・ワールド) | Perfect・World (パーフェクト・ワールド)       | Perfect・World (パーフェクト・ワールド) |
| STT                                     | Nhan đề                                       | Thời lượng                              |
| --------------------------------------- | --------------------------------------------- | --------------------------------------- |
| 1.                                      | "Perfect World"                               | 5:58                                    |
| 2.                                      | "Kimi to Boku (君と僕)"                       | 3:42                                    |
| 3.                                      | "Perfect World (w/o R.C.)"                    | 5:53                                    |
| 4.                                      | "Kimi to Boku (w/o R.C.) (君と僕 (w/o R.C.))" | 3:35                                    |
| Tổng thời lượng:                        | Tổng thời lượng:                              | 19:08                                   |

| TV Anime "Ōkami to Kōshinryō II" O.S.T. Ōkami to "Shiawase de ari Tsudzukeru Monogatari" no Ongaku (TVアニメーション「狼と香辛料II」O.S.T. 狼と「幸せであり続ける物語」の音楽) | TV Anime "Ōkami to Kōshinryō II" O.S.T. Ōkami to "Shiawase de ari Tsudzukeru Monogatari" no Ongaku (TVアニメーション「狼と香辛料II」O.S.T. 狼と「幸せであり続ける物語」の音楽) | TV Anime "Ōkami to Kōshinryō II" O.S.T. Ōkami to "Shiawase de ari Tsudzukeru Monogatari" no Ongaku (TVアニメーション「狼と香辛料II」O.S.T. 狼と「幸せであり続ける物語」の音楽) |
| STT | Nhan đề | Thời lượng |
| --- | --- | --- |
| 1. | "Mitsu no Yoake (TV size) (蜜の夜明け (TV size))" | 1:32 |
| 2. | "Shukusai no Hajimari (祝祭のはじまり)" | 1:07 |
| 3. | "Hoshita Sakana to Budoushu to (干した魚とぶどう酒と)" | 2:32 |
| 4. | "Hito to Ikyou no Kamigami (人と異教の神々)" | 5:54 |
| 5. | "Honoo no Odori (炎の踊り)" | 1:41 |
| 6. | "Ki no Ii Hitobito (気のいい人々)" | 2:22 |
| 7. | "Kumerusun no Asa (クメルスンの朝)" | 3:38 |
| 8. | "Jitsuzon Shugisha (実存主義者)" | 2:52 |
| 9. | "Houjou no Waltz (豊穣のワルツ)" | 2:06 |
| 10. | "Seikou ka Muichimon ka (成功か無一文か)" | 3:28 |
| 11. | "Umaranai Mizo (埋まらない溝)" | 1:51 |
| 12. | "Kurutta Souba (狂った相場)" | 1:47 |
| 13. | "Boudou (暴動)" | 2:10 |
| 14. | "Wakaki Nendaiki Sakka (若き年代記作家)" | 2:23 |
| 15. | "Ookami to Odoru (狼と踊る)" | 1:09 |
| 16. | "Hakoniwa no Midori (箱庭の緑)" | 3:28 |
| 17. | "Tsuki wo Karu Kuma (月を狩る熊)" | 2:51 |
| 18. | "Kurai Takurami Itsuwari no Torihiki (暗い企み 偽りの取引)" | 2:22 |
| 19. | "Kazoku (家族)" | 2:11 |
| 20. | "Nezumi no Shippo Tei (ねずみのしっぽ亭)" | 1:07 |
| 21. | "Sakaba no Musumetachi (酒場の娘たち)" | 1:21 |
| 22. | "Shizuka na Doku (静かな毒)" | 4:43 |
| 23. | "Yuruyaka na Sakamichi (ゆるやかな坂道)" | 3:38 |
| 24. | "Shiawase de Aritsuzukeru Monogatari (しあわせであり続ける物語)" | 2:29 |
| 25. | "Rakuen Soushitsu (楽園喪失)" | 3:13 |
| 26. | "Matsuri wa Owari, Tabi wa Tsuzuki (祭りは終わり、旅は続き)" | 2:25 |
| 27. | "Perfect World (TV size)" | 1:32 |
| Tổng thời lượng: | Tổng thời lượng: | 1:07:52 |

Album chứa các bản nhạc của Umi o Wataru Kaze đã phát hành đính kèm với trò chơi vào ngày 17 tháng 9 năm 2009.
| Ōkami to Kōshinryō Umi o Wataru Kaze Original Soundtrack (狼と香辛料 海を渡る風 オリジナルサウンドトラック) | Ōkami to Kōshinryō Umi o Wataru Kaze Original Soundtrack (狼と香辛料 海を渡る風 オリジナルサウンドトラック) | Ōkami to Kōshinryō Umi o Wataru Kaze Original Soundtrack (狼と香辛料 海を渡る風 オリジナルサウンドトラック) |
| STT | Nhan đề | Thời lượng                                                                                                  |
| --- | --- | --- |
| 1. | "Umi wo Wataru Kaze (海を渡る風)"                                                                           | 3:20 |
| 2. | "Holo to no Tabiji (ホロとの旅路)"                                                                          | 2:04 |
| 3. | "Michi no Mukou ni (道の向うに)"                                                                            | 2:11 |
| 4. | "Sakaba nite (酒場にて)"                                                                                    | 1:56 |
| 5. | "Ooki na Machi (大きな町)"                                                                                  | 2:13 |
| 6. | "Nodoka na Mura (のどかな村)"                                                                               | 2:19 |
| 7. | "Violin no Sanbashi (ベオリーヌの桟橋)"                                                                     | 2:23 |
| 8. | "Itsumo no Koukei (いつもの光景)"                                                                           | 1:32 |
| 9. | "Sentaku no Toki (選択の時)"                                                                                | 0:32 |
| 10. | "Kimyou na Uwasa (奇妙な噂)"                                                                                | 2:21 |
| 11. | "Hourou no Tabi (流浪の旅)"                                                                                 | 2:24 |
| 12. | "Nigiwau Shijou (にぎわう市場)"                                                                             | 1:44 |
| 13. | "Shoudan no Seki de (商談の席で)"                                                                           | 2:07 |
| 14. | "Chotto Dogi Magi (ちょっとどぎまぎ)"                                                                       | 2:12 |
| 15. | "Diana no Ie (ディアナの家)"                                                                                | 2:20 |
| 16. | "Choppirii Kanji? (ちょっぴりいいカンジ?)"                                                                  | 1:03 |
| 17. | "Semaru Kiki (迫る危機)"                                                                                    | 0:45 |
| 18. | "Tomo ni Iru Yasuragi (共にいる安らぎ)"                                                                     | 0:50 |
| 19. | "Hoshizora wo Miagete (星空を見上げて)"                                                                     | 0:39 |
| 20. | "Okitegami (置き手紙)"                                                                                      | 1:16 |
| 21. | "Shinjitsu (真実)"                                                                                          | 0:45 |
| 22. | "Kanashimi wo Koete (悲しみを越えて)"                                                                       | 0:45 |
| 23. | "Odori no Wa (踊りの輪)"                                                                                    | 2:17 |
| 24. | "Kono Michi no Owari ni・・ (この道の終わりに・・)"                                                         | 3:29 |
| Tổng thời lượng:                                                                                            | Tổng thời lượng:                                                                                            | 43:27 |

## Đón nhận
ASCII Media Works đã thông báo vào tháng 11 năm 2009 là 12 tập đầu của bộ tiểu thuyết đã bán được 3,5 triệu bản. Bộ tiểu thuyết này xếp hạng ba lần trong cuốn cẩm nang về light novel của Takarajimasha là Kono Light Novel ga Sugoi! phát hành hằng năm. Ōkami to Kōshinryō được xếp hạng nhất vào năm 2007 với Holo là nhân vật nữ được mến mộ nhất, hạng năm năm 2008 và 2009. Tập đầu tiên của loạt manga phát hành tại Bắc Mỹ đã xếp hạng tư trong danh sách manga bán chạy nhất của tờ New York Times còn tập thứ ba xếp hạng ba.
Vào tháng 4 năm 2008, quán cà phê hầu gái Cafe with Cat ở Akihabara, Tokyo, Nhật Bản đã tổ chức một sự kiện theo chủ đề đặc biệt mang tên Cafe with Wolf trong khoảng thời gian ba ngày từ ngày 4 tháng 4 đến ngày 6 tháng 4. Sự kiện này bao gồm ba món mới trong thực đơn và gắn liền với việc bán tập DVD anime đầu tiên được bán vào ngày 2 tháng 4 năm 2008. Những người đã mua DVD từ cửa hàng Comic Toranoana Akihabara Honten (nằm ở tầng một bên dưới Cafe with Cat) và mang theo biên lai cùng họ vào Cafe with Wolf đã được tham gia xổ số để giành được hàng hóa hiếm của Sói và Gia vị.